# Litochrus sydneyensis
Litochrus sydneyensis is een keversoort uit de familie glanzende bloemkevers (Phalacridae). De wetenschappelijke naam van de soort werd in 1892 gepubliceerd door Thomas Blackburn.